# 陳雅嫻
陳雅嫻（?—），又名Ronnie姐姐，曾經是香港有線電視兒童台的節目主持人，但更多人知道的是她也是香港知名電台及電視節目主持人森美的妻子，現已息影。
陳雅嫻曾是童星，與許冠傑在1984年拍《全家福》，曾就讀於九龍區名校德望學校和培道中學。
之後與森美於「叱吒殺戮新大陸」比賽中認識，並曾一同於叱咤903任職，及後二人相戀而結婚。二人育有一子（2003出生）一女（2006出生）。兒子就讀聖保羅男女中學附屬小學，並屢次於校際朗誦比賽中獲獎。